# Thuế hôn nhân ngoài lãnh địa
Thuế hôn nhân ngoài lãnh địa là một loại thuế ở nước Pháp thời trung đại. Nông nô ở một lãnh địa muốn lấy vợ hoặc chồng ở lãnh địa khác (hoặc lấy người tự do) phải được sự đồng ý của lãnh chúa và nộp một số tiền do lãnh chúa quy định (gọi là: "tiền ngoại hôn"). Con cái do các cặp vợ chồng này sinh ra phải chia cho cả hai lãnh chúa. Đây là loại thuế khẳng định sự lệ thuộc hoàn toàn về thân phận của tầng lớp nông nô. Người nào nếu không thực hiện hay làm trái sẽ bị phạt rất nặng.